# Martin Mijtens den yngre

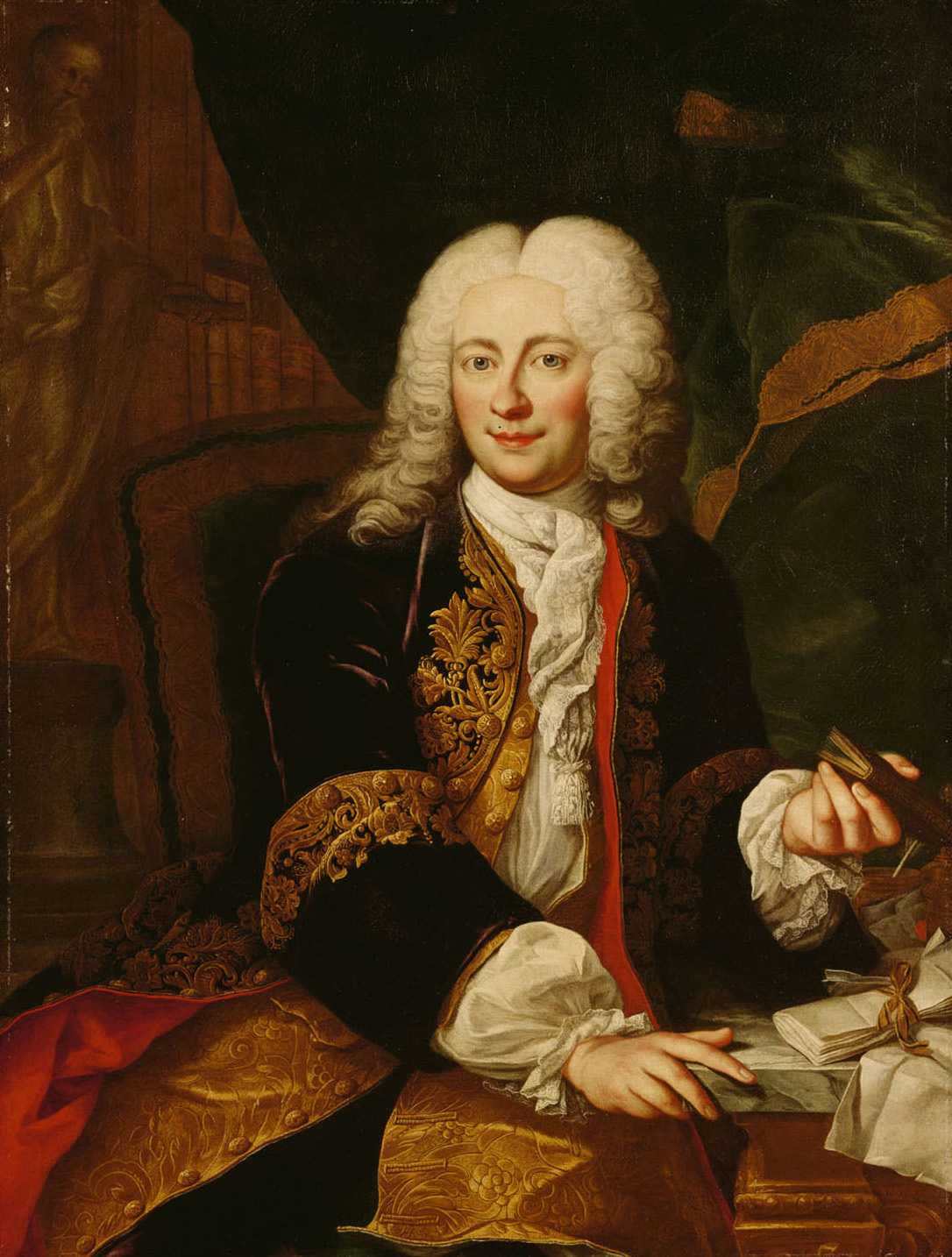
Johann Christoph von Bartenstein (1689-1767).

Knäböjande nunna, verso. Martin van Meytens d.y. Nationalmuseum, Stockholm.

Martin van Mijtens (Meitens/Meytens/Mytens) den yngre, född 16 eller 24 juni 1695 i Stockholm, död 23 mars 1770 i Wien, var en svensk-österrikisk emalj-, miniatyr- och porträttmålare.

## Biografi
Mijtens var son och elev till den nederländsk-svenske konstnären och grafikern Martin Mijtens den äldre. Mijtens den yngre fortsatte sina studier i bland annat Republiken Förenade Nederländerna, England och Paris, där han bland annat målade porträtt av Ludvig XIV och Peter den store. Han vistades sedan i Sverige 1730–1731, då han avporträtterade Fredrik I och Ulrika Eleonora, som finns på Gripsholms slott; dessutom finns ett självporträtt på Konstakademin. Han var sedan 1721 främst verksam i Wien. Martin van Mijtens d.y. är mest känd för sina detaljerade oljemålningar av Österrikes ledande samhällsskikt med dess dyrbara dräkter.
Mijtens är representerad vid bland annat Nationalmuseum, Göteborgs konstmuseum, Nordiska museet, och Metropolitan Museum.

## Utmärkelser
- 1730 - Kejserlig kammarmålare i Österrike.
- 1759 - Direktör för K.k. Hofacademie der Mahlerey, Bildhauerey und Baukunst, nuvarande Wiens konstakademi.

## Biografi
- Martin van Meytens d.y. - hans liv och hans verk av Birgitta Lisholm (1974). Malmö: Allhems förlag. ISBN 91-7004-037-0 och ISBN 91-7004-038-9.

## Vidare läsning

Knäböjande nunna, recto. Martin van Meytens d.y. Nationalmuseum, Stockholm.